# 爱德华·盖莱克
愛德華·吉瑞克（波蘭語：Edward Gierek，波蘭語發音：[ˈɛdvart ˈɡʲɛrɛk]；1913年1月6日—2001年7月29日），波蘭共产主义政治人物。生于波兰会议王国彼得库夫省波隆布卡（今属波兰西里西亚省索斯诺维茨），早年曾在国外从事共产主义活动，二战后加入波兰统一工人党，并于1970—1980年间担任该党中央委员会第一书记。此外，他还曾任民族團結陣線全国委员会主席团成员、众议院议员等重要职务。
盖莱克执政时期被称为「盖莱克十年」，其统治前期，波兰经济蓬勃发展；然而，20世纪70年代末，波兰陷入严重经济危机，被迫推行配给制，最终导致他黯然下台，并于1981年被开除党籍。直至今日，盖莱克及其经济政策在波兰政治界和学术界仍然备受争议。

## 生平

爱德华·盖莱克（右）与時任美國總統吉米·卡特（左）在1977年国事访问期间。讨论的主要话题是贷款和团结工会。

1913年生於波蘭南方索斯諾維茨的波拉博卡。4歲那年，父親在一次煤礦的意外事故中喪生，母親再婚並移居到法國北部，吉瑞克就在那裡度過了他的童年。1931年，吉瑞克加入了法國共產黨，隨後被送往波蘭組織罷工活動。在加利西亚的斯特雷服完兵役後，於1934年到比利時Waterschei的煤礦廠工作，並再那裡加入了比利时共产党。二戰期間，組織一由波蘭游擊隊員組成的團體。1948年，吉瑞克回到波蘭，逐步提升他自身在黨內的地位，藉此於1957年成為波蘭众议院議員，在1957年至1970年擔任黨內卡托維茲省第一書記期間，奠定了個人權力的基礎，成為黨內年輕一輩技術主義派的領導者。
1970年下半年，波兰因为惡劣的經濟情況引發了暴亂，吉瑞克取代了瓦迪斯瓦夫·哥穆尔卡成為第一書記，承諾將改革經濟體系、工廠現代化與增加日用品的供應。特別在外援方面，吉瑞克與西方政治家關係良好，尤其是法國的季斯卡總統與德國的施密特總理，這對於波蘭獲得西方國家的援助或借款無疑扮演著催化劑的作用。1970年代初期，波蘭的生活水平明顯地提高，有段時間，吉瑞克被稱為「令奇蹟發生的人」。
但1973年的石油危機使得經濟情勢不穩；1976年吉瑞克不得不調高商品的價格。新的暴動開始了——在拉多姆地區尤其嚴重。雖然抗議群眾被強制驅逐，但原定調高價格的政策最終還是取消了。1979年吉瑞克不顾勃烈日涅夫的警告，同意讓教宗若望保祿二世访问波兰。龐大的外債、食物短缺、過時的基礎工業建設迫使1980年展開新一輪的經濟改革。再一次地，物價提升引起了全國性的抗議活動——在格但斯克和什切青的造船廠尤其激烈。吉瑞克被迫承認團結工聯為合法政黨，並認可罷工者的權利；隨即，在1980年9月5日下台，由卡尼亞接任第一書記。在卡尼亞之後的統治者雅魯澤爾斯基緊接著在1981年12月13日宣佈戒嚴，吉瑞克也被关入监狱。
吉瑞克和妻子斯坦尼斯洛娃共育有兩個兒子，長子亞當·吉瑞克亦是波蘭政治家，歐洲議會成員。吉瑞克晚年居住在切申——接近烏斯特龍山區南方風景區的城市，2001年因肺部疾病過世，享壽88歲。